# 青焼
青焼（あおやき、英: blueprint、青焼きとも）とは、かつて主流だったジアゾ式複写技法のことである。光の明暗が青色の濃淡として写るため、このように呼ばれる。また、ジアゾ式複写機は「青焼き機」とも呼ばれた。
関連語として白焼き（whiteprint）があるが、青焼きと共に、時代によって意味が移り変わっている（下記）。

## 概要
芳香族ジアゾニウム塩の、光による分解反応を利用する。
それまでの青写真に置き換わる形で普及し、機械図面や建築図面の複写（青図）に多用された。複写された画像は、青写真とは逆の陽画（ポジ）となる。
青写真と同様に、原稿・原版と感光紙を重ねて露光し、光を透さない黒い文字や線が感光剤の変化を抑えることを利用し、潜像を形成させる。次いで、現像液との化学反応により、青く発色する・しないの差を生じさせて、画像を複写する。
一般向け製品としては、現像液をマイクロカプセルやフィルムシートで感光紙に仕込んでおき、露光後に熱や圧力で混合・反応させるものが主流となっている。

## 化学反応
芳香族ジアゾニウム塩の、紫外線によってジアゾ基が脱離する性質を利用し、紺青法と同様に潜像を作る。
分解しなかった芳香族ジアゾニウム塩は、フェノール化合物などと結合し、青いアゾ色素を生成させるが、この反応を進ませるにはアルカリ性にする必要がある。
R-N=N-Cl（黄色） + H-R'-OH　　→　　R-N=N-R'-OH（濃青色）
従って、感光紙にあらかじめ両者を仕込んでおいて、アンモニア水溶液や蒸気により現像することが可能となる。アルカリ剤も仕込み、熱によって全てを混合させる感光紙では、複写機なしでアイロンなどにより発色させることもできる。
原理上は陽画だけだが、青以外も可能で、黒く発色する製品もある。また、露光時の分解性と結合物質を光の波長によって変化させることで、カラーコピーも可能。

## 歴史
- 1842年 - イギリスのジョン・ハーシェルが青写真を発明。
- 1920年 - ドイツでジアゾ式複写機が発明される。
- 1927年 - 理化学研究所で紫紺色陽画感光紙が発明され、その後の主流となる。
- 1951年 - コピア（現在のキヤノンファインテックニスカ）が、世界初の小型湿式事務用複写機として、ジアゾ式複写機の販売を開始。
- 1955年 - アメリカ合衆国のゼロックス社がPPC複写機を開発。やがてジアゾ式複写機を駆逐してゆく。

青焼き、白焼きの意味の変遷
- 最初に普及しはじめた頃
青焼き - ヘキサシアノ鉄酸塩による青写真の陰画（青地に白線）。
白焼き - ジアゾ式コピーによる陽画（白地に青線）。
- 乾式ジアゾ式複写機が普及した後
青焼き - 湿式コピー。青く発色し、地の部分もうっすら青い。
白焼き - 乾式コピー。褐色や黒色に発色し、地の部分が白い（青味がない）。
- PPC方式の大判コピー機が普及した後
青焼き - ジアゾ式コピー（主に湿式）。
白焼き - PPC方式コピー。
- 現在（参考）
紙焼き - コピーや、プリンターで紙に出力することを、データ出稿に対してこう呼ぶ。
皿焼き - CD-RまたはDVD-RにCADデータを記録することを、こう呼ぶ場合がある。

## 用途
乾式複写機は業務用大型機に用いられ、湿式複写機の方が台数は多かった。
- 書類の複写
同じ書類を多数作成するため、謄写版印刷に替わるものとして、ジアゾ式複写機が主に事務所で普及した。PPC複写機が普及した後も、ランニングコストの低さから大学や官公庁で長らく利用されていた。
- 図面の複製
原版と重ね合わせて露光させるため、歪みがなく、また、PPCで困難だった大判紙も複写可能なことから、製図分野では最近まで需要が高かった。また、印刷分野においては、写真製版を行ったフィルムの状態をチェックするために使われる。